# Rosoideae
Rosoideae Arn., 1832 è una sottofamiglia di piante della famiglia delle Rosacee.

## Descrizione
L'ovario delle piante delle Rosoideae può essere supero o infero, pluricarpellare, apocarpico. 

I frutti possono essere falsi frutti oppure polidrupe. Rosoideae importanti dal punto di vista commerciale e soprattutto alimentare sono: Fragaria vesca da cui si ricavano le fragole che sono falsi frutti visto che quelli "veri" sono gli acheni; inoltre l'ovario qui è supero; Rubus idaeus da cui si ricavano i lamponi e Rubus fruticosus o rovo da cui si raccolgono le more, hanno l'ovario supero e si ha la polidrupa. Moltissimi inoltre sono i tipi di rose come quella spontanea che è la Rosa canina. Queste ultime hanno un ovario infero e presentano il falso frutto definito cinorrodo.

## Tassonomia
La sottofamiglia comprende 36 generi in 6 tribù:
- Tribù Agrimonieae Lam. & DC.
  - Sottotribù Agrimoniinae J.Presl
    - Agrimonia L.
    - Aremonia Neck. ex Nestl.
    - Hagenia J.F.Gmel.
    - Leucosidea Eckl. & Zeyh.
    - Spenceria Trimen

  - Sottotribù Sanguisorbinae Torrey & A.Gray
    - Acaena Mutis ex L.
    - Bencomia Webb & Berthel.
    - Cliffortia L.
    - Marcetella Svent.
    - Margyricarpus Ruiz & Pav.
    - Polylepis Ruiz & Pav.
    - Sanguisorba L.
    - Sarcopoterium Spach
    - Tetraglochin Poepp.

- Tribù Colurieae Rydberg
  - Coluria R.Br.
  - Fallugia Endl.
  - Geum L.
  - Sieversia Willd.
  - Waldsteinia Willd.

- Tribù Potentilleae Sweet
  - Sottotribù Potentillinae J.Presl
    - Argentina Hill
    - Potentilla L.

  - Sottotribù Fragariinae Torrey & A.Gray
    - Alchemilla L.
    - Chamaecallis Smedmark
    - Chamaerhodos Bunge
    - Comarum L.
    - Dasiphora Raf.
    - Drymocallis Fourr. ex Rydb.
    - Farinopsis Chrtek & Soják
    - Fragaria L.
    - Potaninia Maxim.
    - Sibbaldia L.
    - Sibbaldianthe Juz.

- Tribù Roseae Lam. & DC.
  - Rosa L.

- Tribù Rubeae Dumort.
  - Dalibarda Kalm
  - Rubus L.

- Tribù Ulmarieae Lam. & DC.
  - Filipendula Mill.